# 1927年朝鲜排华事件
1927年朝鲜排华事件1927年发生在日属朝鲜的排华事件。

## 背景
1927年日本控制的朝鲜报纸造谣称中国发生反朝暴动，大量朝鲜人被杀。

## 过程
事件以朝鲜南部京畿道、全罗北道、忠清南道为中心。三地占全体事件的7成，人员被害占7成，物质被害占9成。京畿道最严重，该道仁川占事件1成、人员被害占3成、财产损失占6成。12月15日16点起至20点于仁川府的内里、外里、富川郡为中心同时发生，人员被害25名，住宅及商店损失69处。仁川华侨经济中心的支那町未遭受伤害。中华民国驻朝鲜总领事馆的被害报告书称人员、财产损失额为18261.35圆，比朝鲜总督府警务局推定的被害额多出了3.2倍。仁川警察署置中国驻仁川领事吴台多次要求不顾，事前未展开彻底警戒，事件发生不投入警察镇压。吴台与仁川中华总商会对此不满。

## 类似事件
当时另有華僑李世嗣在廣島被人擊斃，日官不予追究，中方提出抗议。
1931年朝鲜排华事件主要是以平安南道为首的朝鲜北部为中心。